# Josat

Josat este o comună în departamentul Haute-Loire, Franța. În 2009 avea o populație de 90 de locuitori.